# Dixella bankowskae
Dixella bankowskae är en tvåvingeart som först beskrevs av Vaillant 1969.  Dixella bankowskae ingår i släktet Dixella och familjen u-myggor.
Artens utbredningsområde är Polen. Inga underarter finns listade i Catalogue of Life.